# Pyrgus cinarae
Pyrgus cinarae és una espècie de lepidòpter papilionoïdeu de la família dels hespèrids (Hesperiidae) absent als Països Catalans.

## Distribució
S'estén pel sud-oest i sud-est d'Europa, incloent-hi el centre de la península Ibèrica, els Balcans a Sèrbia, Albània, Macedònia del Nord, Bulgària i Grècia, així com Ucraïna i Rússia. A l'Àsia és present a l'oest i centre, des de Turquia fins al sud dels Urals. A la península Ibèrica es troba en diverses serralades de la part central i oriental, com són els Montes Universales, província de Conca, on es va trobar en diverses localitats per primera vegada a principi del segle xx. Més recentment, s'ha trobat al Sistema Central a la Sierra de Ávila (província d'Àvila), i noves localitats al Sistema Ibèric, a la Serra d'Albarrasí (província de Terol).

## Descripció
Envergadura alar d'entre 26 i 34 mm. Lleuger dimorfisme sexual en presentar la femella un anvers més clar i amb es taques blanques menys marcades i més petites. Anvers de l'ala anterior amb el fons bru fosc sovint amb pèls grisos a la meitat basal i diverses petites taques blanques, sobretot a la meitat exterior. En destaca la de la cel·la per la seva forma de manuella. Anvers de l'ala posterior també de color bru fosc, però amb diverses taques blanquinoses que formen dues bandes. Ambdues ales tenen les fímbries escaquejades. Revers de l'ala anterior similar a l'anvers, però més clara. Revers de l'ala posterior amb el fons marró olivaci i diverses taques blanques.

## Hàbitat
A l'est de la seva distribució, llocs oberts i herbosos amb abundància de flors, així com zones assolellades amb presència de roques. A la península Ibèrica, les poblacions del Sistema Central ocupen zones de matollar sobre substrat àcid en l'àrea de domini del roure reboll (Quercus pyrenaica), mentre que en el Sistema Ibèric se situen en substrat bàsic en l'àrea de domini del roure de fulla petita (Quercus faginea). Rang altitudinal des dels 750 m fins als 1600 m a l'est de la seva distribució i dels 900 m als 1500 m a la península Ibèrica. L'eruga s'alimenta de la rosàcia Potentilla recta, però en el cas de les poblacions del Sistema Ibèric, on aquesta espècie hi és absent, es podrien alimentar de la similar Potentilla reptans.

## Període de vol i hibernació
Vola en una generació entre mitjans de juny i principi de setembre. Les poblacions orientals volen entre mitjans de juny i principi d'agost, mentre que les poblacions ibèriques ho fan entre mitjans de juliol i principi de setembre. Hiverna com a eruga dins de l'ou.

## Comportament i particularitats biològiques
Les femelles ponen els ous individualment als borrons de les flors o a les infructescències seques de les seves plantes nutrícies.

## Espècies ibèriques similars
- Merlet major (Pyrgus alveus)
- Merlet boreal (Pyrgus andromedae)
- Merlet ruderal (Pyrgus armoricanus)
- Merlet major bessó (Pyrgus bellieri)
- Merlet alpí (Pyrgus cacaliae)
- Merlet reial (Pyrgus carthami)
- Merlet rogenc (Pyrgus cirsii)
- Merlet comú (Pyrgus malvoides)
- Merlet dels erms (Pyrgus onopordi)
- Merlet olivaci (Pyrgus serratulae)
- Pyrgus sidae

## Galeria

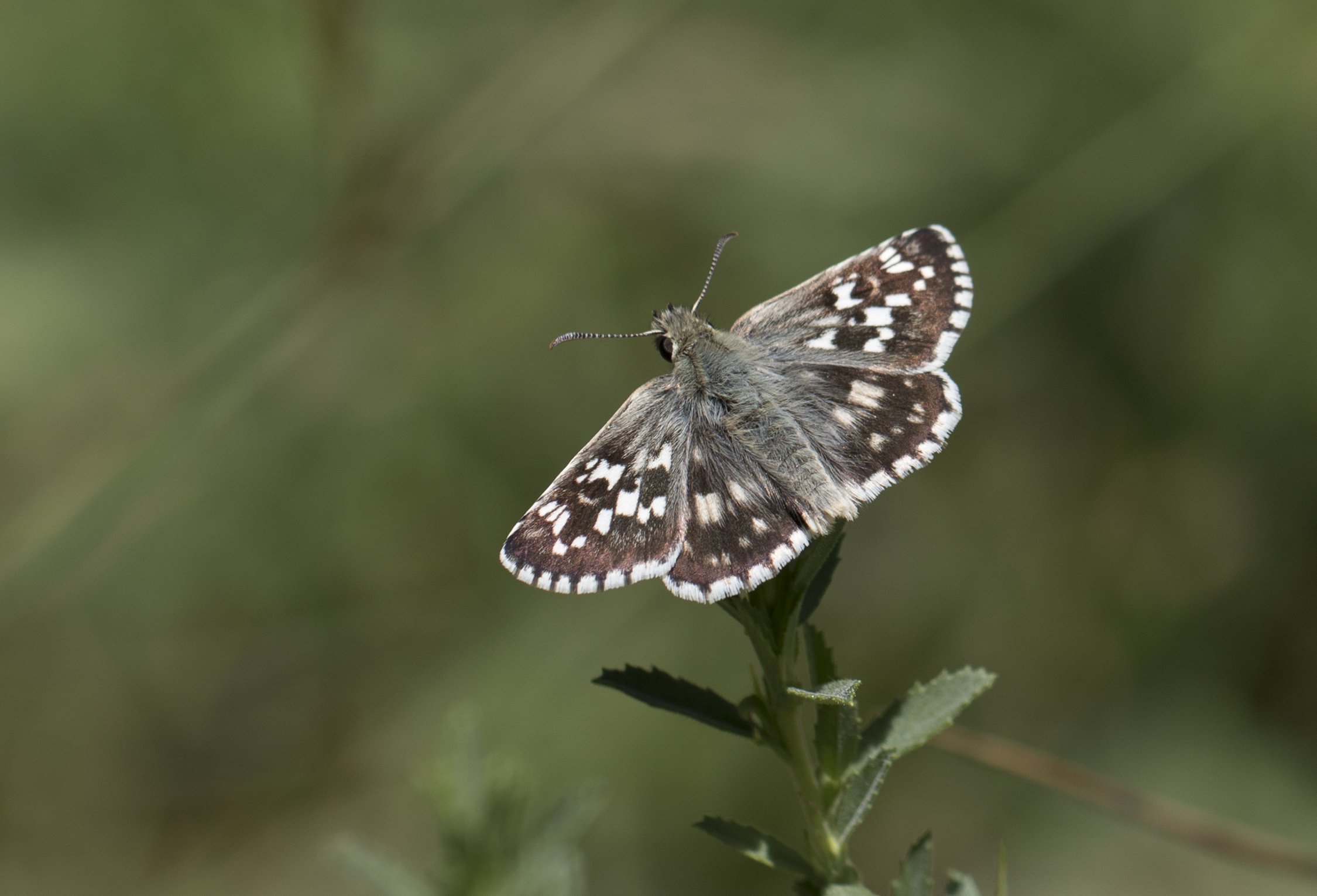
Anvers d'un adult
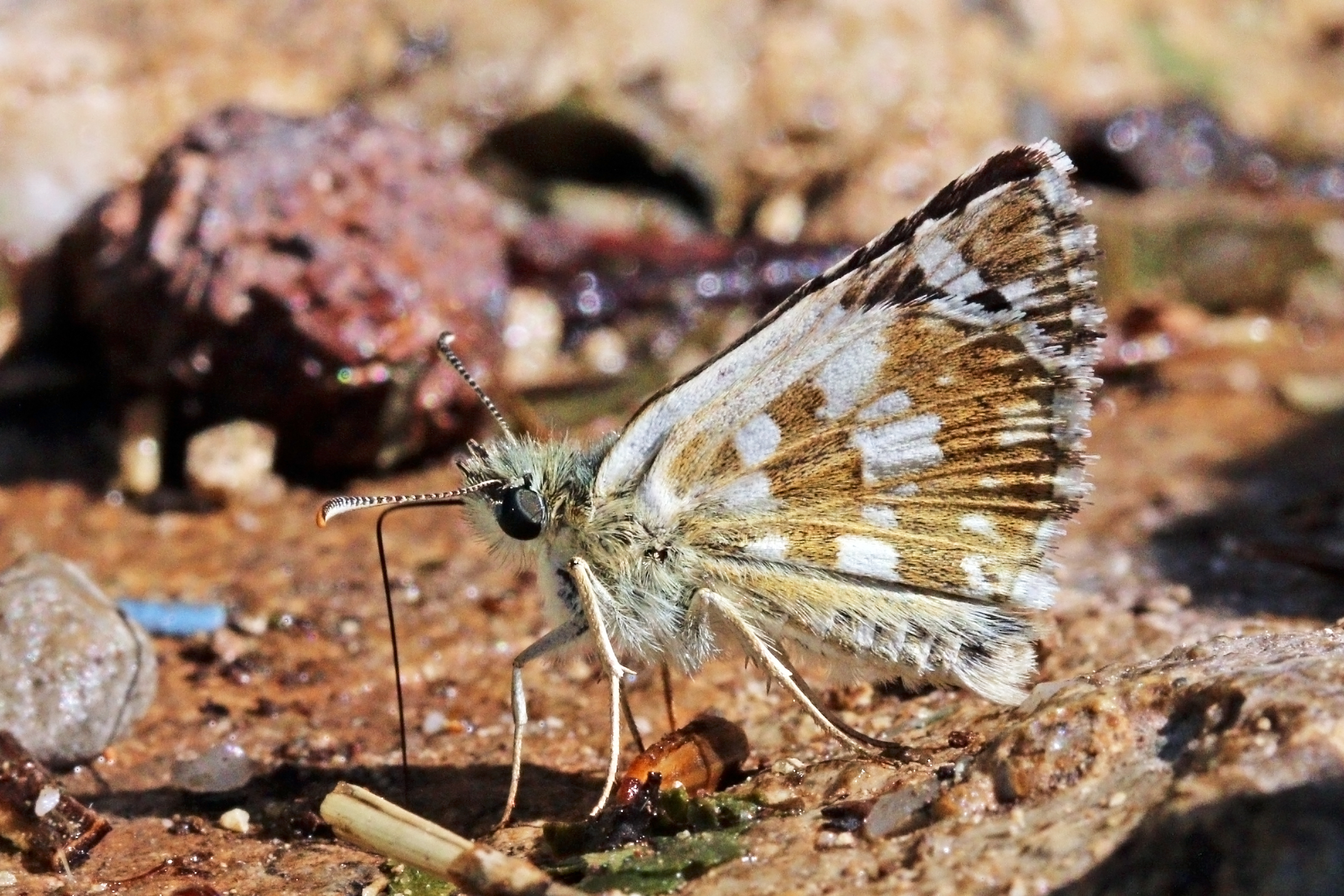
Revers d'un adult